# Irina Ovtjinnikova
Prinsesse Irina af Grækenland og Danmark (født Irina Aleksandrovna Ovtjinnikova (russisk: Ирина Александровна Овчинникова); født 4. oktober 1904, død 13. marts 1990), tidligere Irina, marquise de Monléon, var en hvid emigrant, der giftede sig med antropologen Prins Peter af Grækenland og Danmark og assisterede ham i hans forskning. De fik ingen børn og blev senere separeret.